# Rumburg (hrad)
Hrad Rumburg u Enkeringu, části obce Kinding v okrese Eichstätt v Horním Bavorsku, je vrcholně až pozdně středověká pevnost, ze které se dochovaly větší zbytky obvodových zdí. Zřícenina byla po roce 2000 částečně zrekonstruována a na straně do údolí bylo provedeno odlesnění.

## Zeměpisná poloha
Hrad se nachází na Schlossbergu, horském ostrohu u Enkeringu, který se tyčí od západního okraje údolí říčky Anlauter, do výše asi 450 až 460 metrů nad mořem. Anlauter ústí severovýchodně od hory do řeky Schwarzach, přítoku řeky Altmühl. V údolí vede dálnice A9 (Norimberk - Mnichov, křižovatka Altmühltal). Rumburg je nejseverovýchodnější ze tří zřícenin středověkých hradů v údolí Anlauter. Několik kilometrů na západ se zachovaly zbytky hradů Rundeck a Brunneck, poblíž Erlingshofenu a Altdorfu. Nad údolím Anlauter se nachází ještě zbytky několika dalších menších pevností a valů různého stáří. Východně, ale již mimo údolí Anlauter, se nachází ještě hrad Schellenberg, který má předhistorické a raně historické kruhové opevnění.

## Historie
Zachované zbytky hradu ukazují na jeho výstavbu v letech 1350 až 1360 za Absbergů, kteří panství patrně získali jako součást dědictví. První písemná zmínka pochází z roku 1361, kdy byla založena bavorská aristokratická turnajová společnost. Patřil k ní nejstarší z Absbergů, Goswin, jeho syn Goswin a rytíř Heinrich von Absberg. Ten získal v roce 1371 od bavorských vévodů právo poskytovat ochranu cestujícím přes hrabství Hirschberg do Norimberku a 13. října 1374 od císaře Karla IV. ještě privilegium přeměnit vesnici Enkering na město. To znamenalo opevnit, pořádat týdenní trhy a postavit šibenici. Absbergové však nikdy své město neopevnili a městský majetek časem postráceli. Šibenice byla odstraněna krátce před rokem 1800.
Počátkem 15. století propůjčil eichstättský biskup Heinrichovu potomkovi Leonhardovi Absbergerovi z Rumburgu rozsáhlé majetky v Beilngries, Berching a v dalších místech. Jako říšské léno („Reichslehen") dostal také nejvyšší soudní pravomoc v Beilngries a Hirschbergu. V roce 1465 se Heinrich IV. Absberger stal biskupem Řezna (Regensburg). Jeho náhrobek z červeného mramoru se nachází v katedrále.
V 16. století Absbergerové zchudli a stali se z nich loupeživí rytíři. Erasmus z Absbergu se v roce 1520 se svým příbuzným, loupeživým baronem Hansem Thomasem Absbergerem, podílel na přepadení a zavraždění hraběte Joachima z Oettingenu. Následovala trestná výprava Švábské ligy, která Rumburg obsadila. Erasmus se ale v Augsburgu roku 1528 rehabilitoval, protože matka a bratr se jej zastali. V roce 1540 Rumburg zničil požár, ve stejném roce Erasmus zemřel. Dědici Absbergů hrad i panství roku 1546 prodali biskupovi v Eichstättu. Ten jej však neopravil a v roce 1568 byla z hradu už zřícenina. Hrad pak chátral až do  dnešních dnů.
V letech 1937/39 a opět v roce 1964 bylo zdivo zříceniny Rumburg zajišťováno. Po dalším rozpadu menších částí v roce 2003 musel být hrad dočasně uzavřen a opět opravován. Rovněž tak v roce 2014.
Hrad je veřejnosti přístupný.

## Popis

Panoráma zříceniny hradu Rumburg

Jádro hradu využívalo přirozený výběžek horského hřebenu na severozápadě vesnice. Na straně hory byl hrad chráněn širokým a hlubokým příkopem. Kromě toho zde ještě bylo prostorné předhradí, jehož příkop se zachoval. Půdorys hlavního hradu je přibližně lichoběžníkový (asi 23 × 45 m). Za příkopem vyčnívá kruhová hradba jako štítová stěna. Strana očekávaného útoku sice není zesílena, nicméně malé oblouky na vnitřních stěnách naznačují existenci obranných věží. Obytná část hradu byla na severní straně nad údolím. V západních hradbách se zachovaly příslušné okenní otvory, na severu a východě větší část hradeb chybí, stejně jako hradba k hradnímu nádvoří. Vysoké kruhové hradby byly zároveň vnějšími stěnami hlavní budovy. Rumburg je typologicky klasifikován jako hrad s plášťovou zdí. Obrannou funkci přejímala vysoká hlavní věž hradu, bergfrit.
Hradní brána byla na jihovýchodním rohu, ještě před terasou předhradí. Brána byla obnovena do současné podoby. V roce 2003 se však zřítil otvor sousedního, severního okna. Druhý přístup do hradu leží šikmo naproti, na západní straně. Na vnější straně jsou na omítce vidět zbytky malovaného erbu šlechtického rodu Absberg–Guttenberg.

## Legendy
Podle jedné legendy vybojovali Rumburg Absbergové kolem roku 1301, ve spojení s Eichstättským biskupem, proti pánům z Kipfenbergu. Jiná legenda vypráví o černém psu, který v Rumburgu střežil truhlu zlata a drahých kamenů. Kdo však v noci při pálení čarodějnic („Walpurgisnacht") přišel mlčky na hrad, mohl psa vyhnat a získat tak poklad.